# Habenaria magnifica
Habenaria magnifica är en orkidéart som beskrevs av Karl Fritsch. Habenaria magnifica ingår i släktet Habenaria och familjen orkidéer.
Artens utbredningsområde är Angola. Inga underarter finns listade i Catalogue of Life.